# باول كيلي (محامي)
باول كيلي (بالإنجليزية: Paul Kelly)‏ هو محامي أمريكي، ولد في عقد 1950.